# Poteau en terre

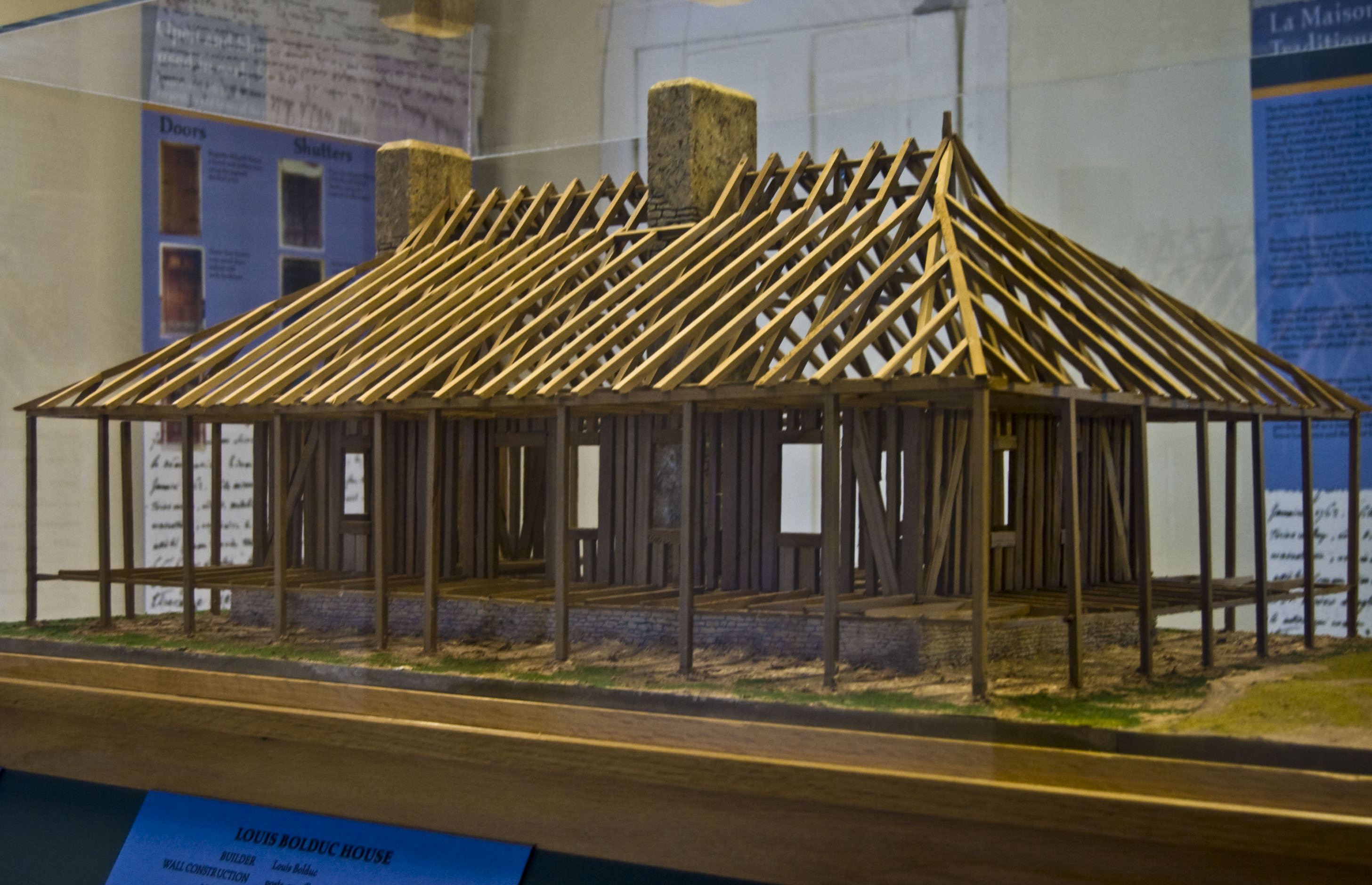
Structure mixte d'une maquette de maison typique de Sainte-Geneviève dans le Missouri construite avec les techniques du poteau sur sole et du poteau en terre.

Le poteau en terre est une technique de construction de l'architecture du XVIIIe siècle en Louisiane française et en Nouvelle-France (Acadie et Canada). Il est né par adaptation aux sols fermes du poteau sur sole, c'est-à-dire au moyen d'une sole ou d'un radier de bois ou de brique s'opposant à l'enfoncement du bâtiment dans le sol manquant de fermeté.

## Présentation
Le procédé consiste à enfoncer des poteaux en bois dans un sol ferme à l'instar de la méthode sur pilotis qui est la technique utilisée pour élever des habitations au-dessus de l'eau d'un lac ou d'une rivière.
Contrairement à la méthode du poteau sur sole qui nécessite la mise en place d'un radier de bois ou de brique pour la fondation de la bâtisse sur sol manquant de fermeté, la technique du poteau en terre est plus simple. Les poteaux sont plantés dans un sol ferme à une certaine profondeur permettant l'élévation de la structure. Ils sont ensuite comblés les uns aux autres soit par la technique du bousillage faite d'un torchis d'argile, de boue, de paille et de mousse espagnole, soit par la technique du pierrotage faite par l'empilement et l'enchâssement de pierres ou de briques.

## Maisons traditionnelles avec poteaux en terre

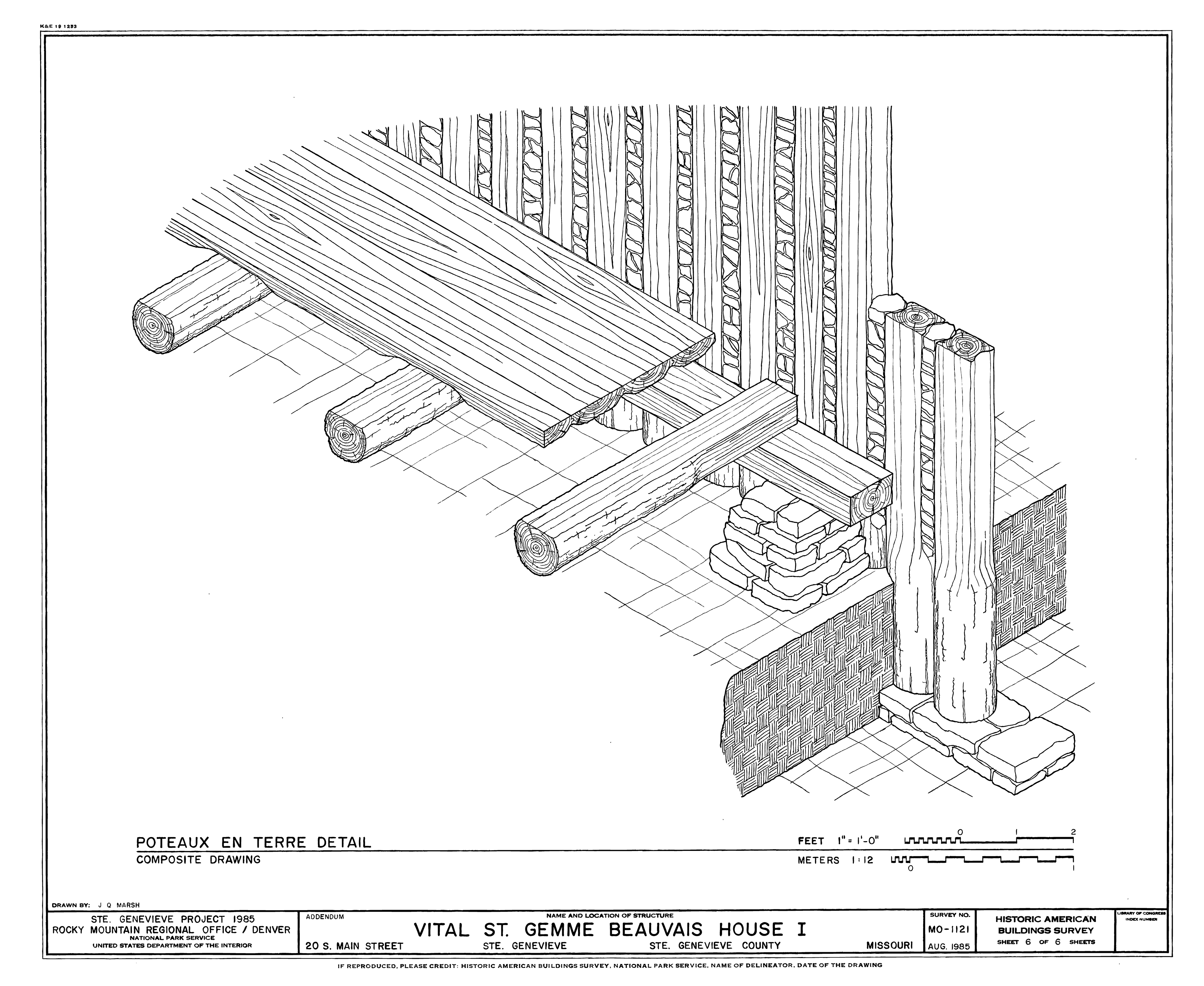
Croquis de construction avec poteau en terre
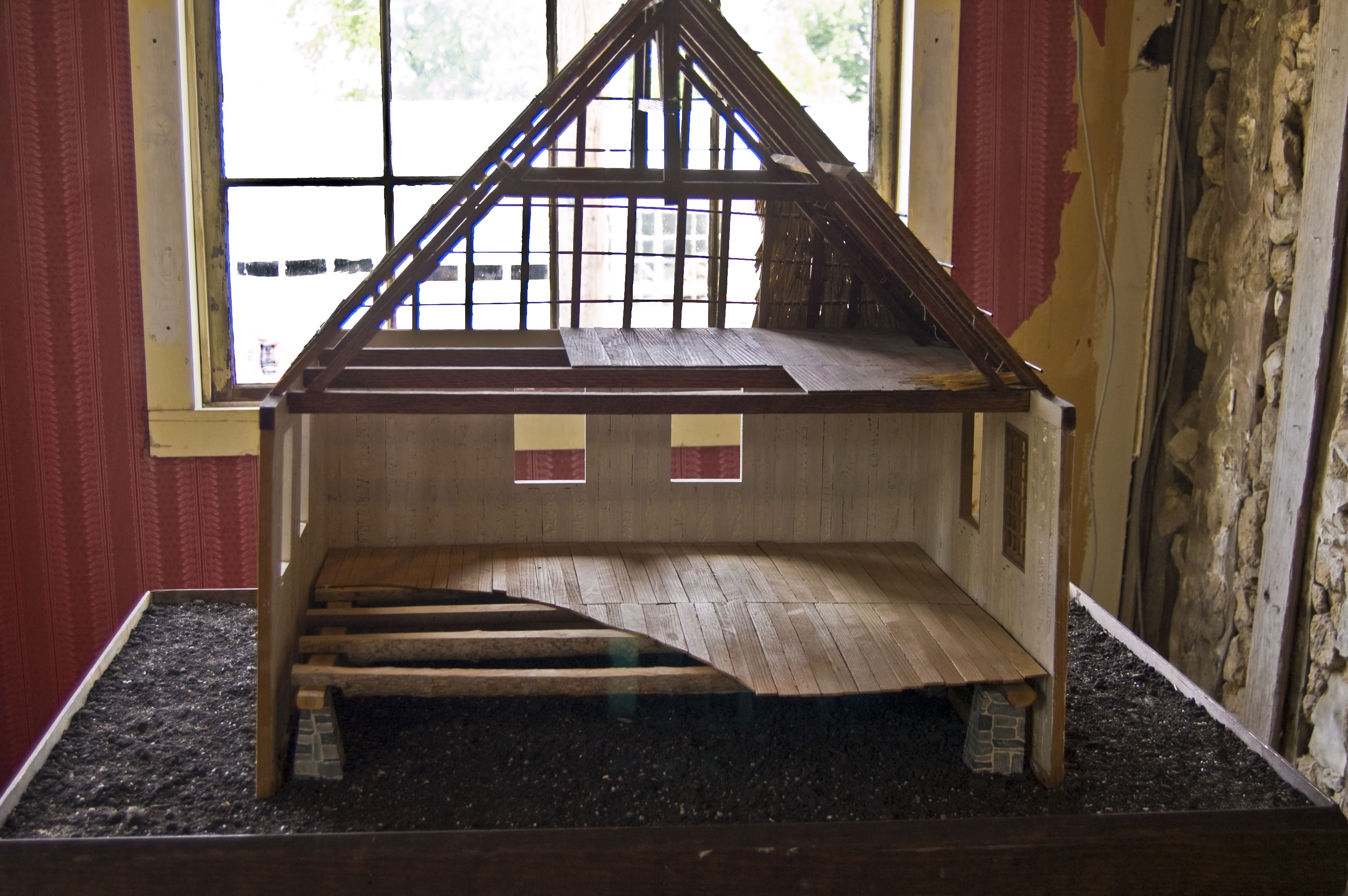
Coupe d'une maquette de maison avec poteaux en terre
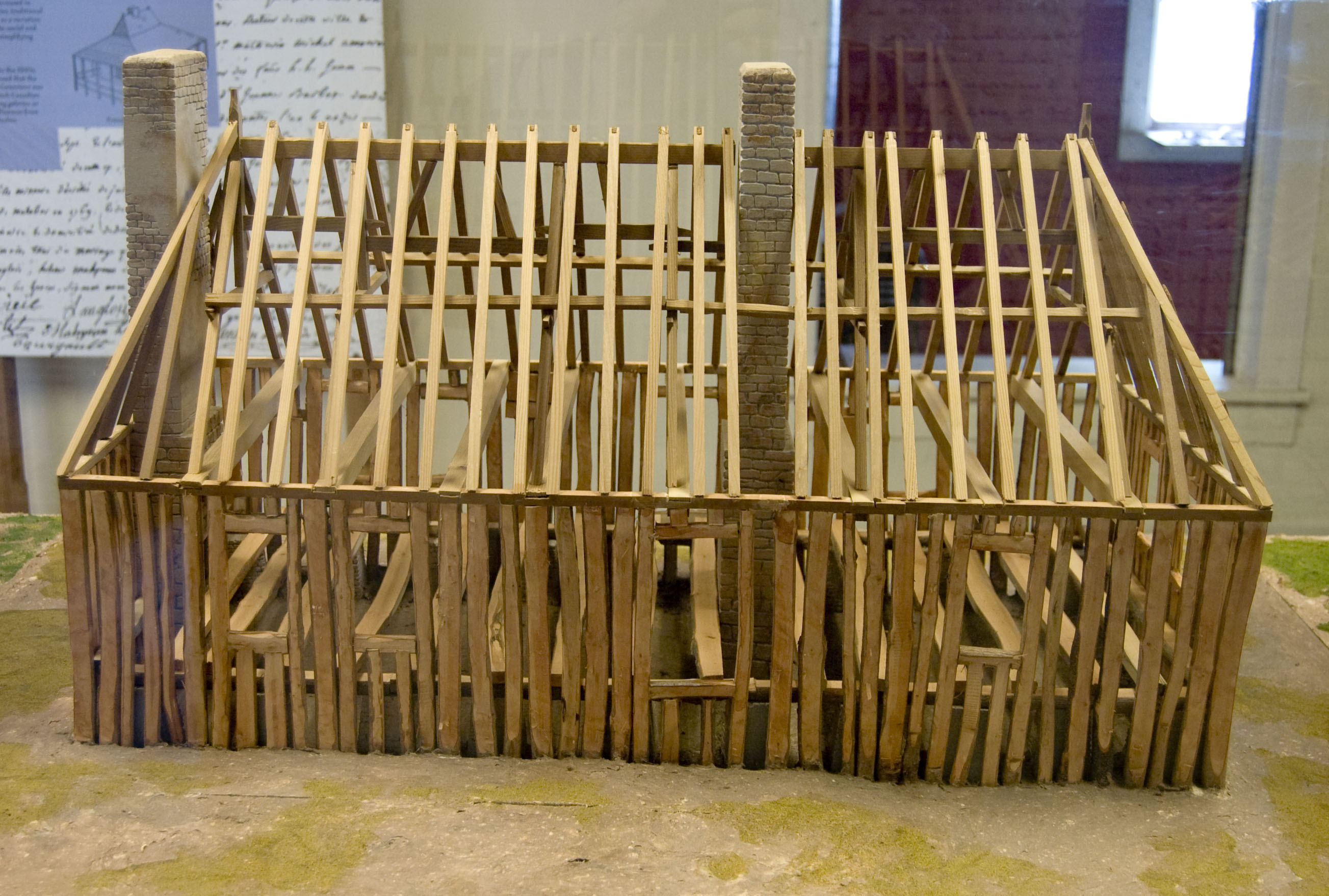
Maquette de la maison de Beauvais-Amoureux, présentant la technique des poteaux en terre
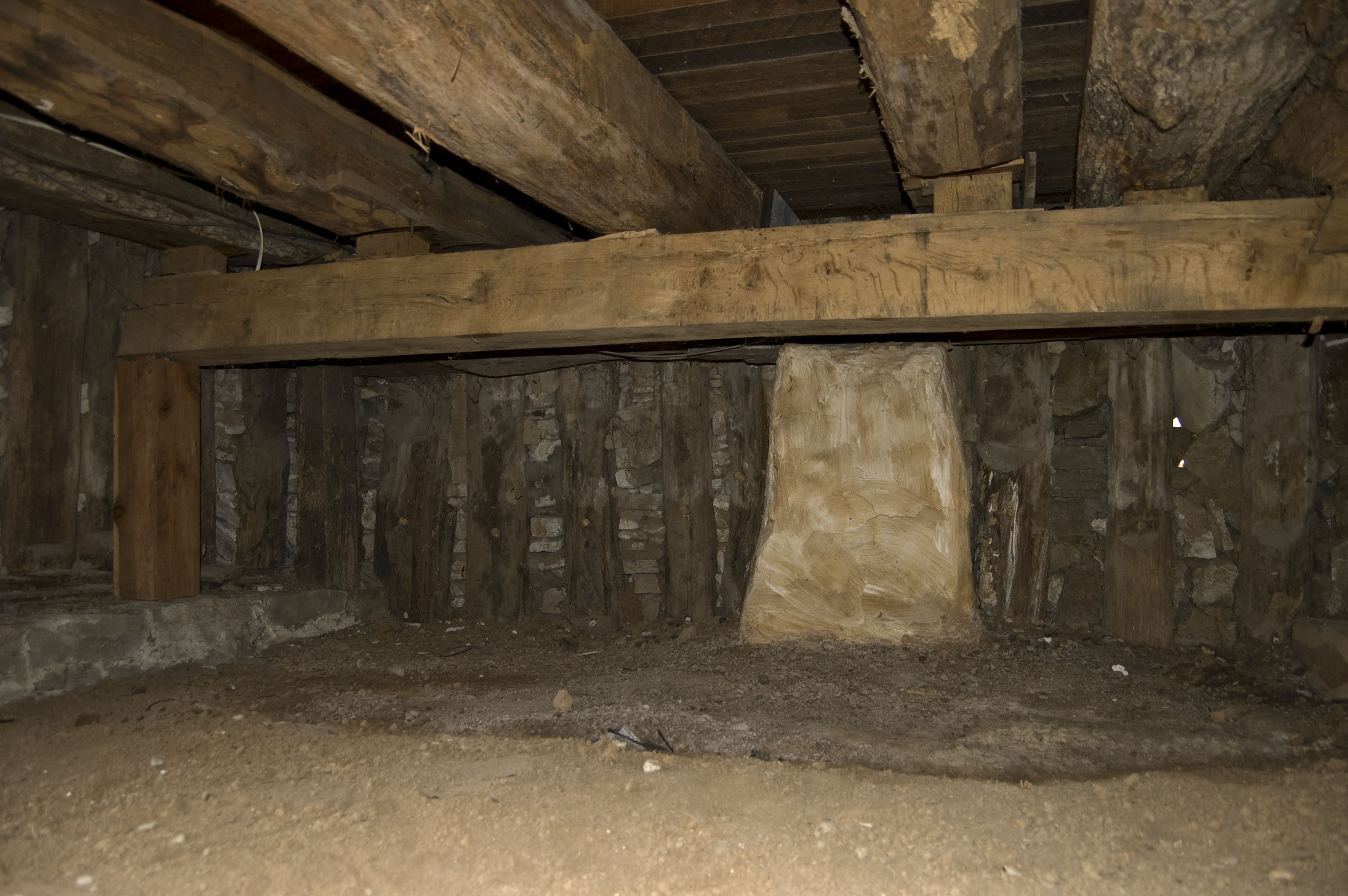
Cave de la maison Beauvais-Amoureux avec poteaux en terre